# La ciudad bajo la niebla
La ciudad bajo la niebla es una banda argentina de rock alternativo y pop rock, radicada en México. Sus dos miembros principales son los hermanos Avati, Martín (voz y guitarra) y Marilyn (voz y sintetizadores).

## Trayectoria

### Primeros años:Volumen IIyRevoluciones
La banda se formó en 2008 en el barrio porteño de Caballito y originalmente la formaba Martin Avati junto a Agustín «Sanch» Sánchez (bajo) y Matias Luke (batería). Ese mismo año lanzan el primer demo titulado Volumen II y al año siguiente comienzan a girar en el circuito del under porteño con Revoluciones (2010).

### Te Amo
En 2010 La ciudad bajo la niebla lanzó Te Amo, su primer álbum con el que la banda logra consolidar su sonido y estética. El disco contó con la participación de Edu Schmidt (Árbol) y Agustín Dellacroce (Sponsors) como músicos invitados. La gira presentación los llevó a tocar en por primera vez en The Roxy Live (Buenos Aires), La Plata y hasta en el Hospital Borda junto a Bersuit Vergarabat y Leo García, entre otros. La tapa del disco fue la vagina de una mujer saturada en colores blancos, gracias a esto el disco salió publicado en el Suplemento Sí! del diario Clarín. En 2011 se producen cambios en la formación: se suman Marilyn Avati (coros) y Agustín Cruz (teclado) pero Matias Luke abandonó el grupo.

### Eterna Noche AzulySalir a Matar
En 2012 comenzaron a grabar el sucesor de Te Amo bajo la producción de Edu Schmidt. Durante la grabación Martin contacta a Bambi Moreno Charpentier, bajista y productor de Tan Biónica (quienes estaban en el punto más alto de su carrera), para que Chano Moreno Charpentier grabe en «Eterna noche azul», primer sencillo del álbum. La canción fue publicada el 18 de junio de 2013 y fue un cambio de época para la banda por el éxito que significó. Gran parte del público de Tan Bionica comenzó a seguir a La ciudad bajo la niebla y cada vez más personas asistian a las fechas; fue tal la repercusión que tres meses después dieron un show a sala llena en el ND Teatro y lanzaron «Corazón», segundo adelantro del disco.
Sin embargo Salir a Matar fue lanzado recién en marzo de 2015, dos años después del primer sencillo. Además de Chano, el disco contó con la participación de Joaquín Levinton (Turf) y Walter Piancioli (Los Tipitos). En abril de lo presentaron en formato acúsico en Naturaleza Música,  en agosto dieron un show con entradas agotadas en el Teatro Margarita Xirgu y cerraron el año teloneando a Richard Coleman en el Samsung Studio.

### En El Tiempo de los Ciegos,México y nuevos horizontes
La banda decidió hacer un nuevo disco ya que entre 2013 y 2015 habían tocado todas las canciones de Salir a Matar y ya tenía cierto "desgaste". En febrero de 2016 comenzaron en los Estudios Panda las grabaciones de En El Tiempo de los Ciegos, que culminarían en septiembre de ese año luego de la primera gira por México de los hermanos Avati entre marzo y mayo. El nuevo álbum trajo sonidos roqueros más crudos y presentó una faceta más desprejuiciada de la banda, con letras que refieren al sexo, la libertad, el consumo de drogas y referencias literarias (como a Adolfo Bioy Casares) y cinematográficas (como Inglourious Basterds de Quentin Tarantino).
La presentación del disco fue en el Festival Ciudad Emergente en la Usina del Arte. El grupo contó con el retorno de Agustín Sánchez (sintetizadores), la llegada de Gilda Guichenduc (chelo), Jota Blanq (segunda guitarra), Juan Manuel Kokollo (teclados) y Damian Bustos (batería), sumados a los Avati y Fabricio Rojas (guitarra). La nueva formación duró tan solo un par presentaciones ya que Martin y Marilyn decidieron volver en noviembre de 2016 a México debido al éxito y buena aceptación del público hacia la banda en su primera gira internacional.
Luego de una gira por Santiago de Chile, en agosto de 2017 la banda volvió a los escenarios porteños con un show íntimo en el Distrito de Arte Pomo en el que presentaron a Tomás Hepner (teclados) y Agustín Oscar (bajo). Desde ese momento, «La ciudad bajo la niebla» se reestructura con Martin y Marilyn como banda estable con el grupo de músicos sesionistas en Buenos Aires y otro en México. Según Martín la banda "está en su mejor momento" ya que se alejó del circuito clásico del under porteño porque "hay una sobrevaloración de lugares por sobre el artista" y prefieren llevar a la banda a otro tipo de escenarios.
Luego de su tercer tour por México en agosto y septiembre de 2017, Marilyn adelantó en una entrevista en el programa radial Stereo En Vivo que la banda estaba grabando las maquetas de su próximo disco pero que antes lanzarán un EP de remixes y versiones inéditas, por primera vez ella le pondrá la voz a una canción, que cerrará la etapa de En El Tiempo de los Ciegos.
El EP finalmente fue publicado el 13 de enero de 2017 antes de su primera presentación en la Ciudad Cultural Konex durante el Festival Insurgente.

### Oh Madre
A principios de 2018 lanzaron los sencillos Oh Madre y Como Oro. A mediados de año los hermanos Avati se radicaron en México.

### Otros trabajos
En 2017 compusieron la cortina musical del programa de radio Stereo en vivo y de la serie Culiados que sigue los pasos de dos cordobeces que conviven en Buenos Aires.

## Discografía

### EP
- (2009) Volumen II
- (2010) Revoluciones
- (2017) En El Tiempo de los Ciegos: lado B

### Álbumes de estudio
- (2010) Te Amo
- (2015) Salir a matar
- (2016) En El Tiempo de los Ciegos
- (2018) TBA[24]

### Álbumes en vivo
- (2014) En el Taxi

## Videos musicales
| Año  | Canción                    |
| ---- | -------------------------- |
| 2012 | «Adonde vamos»             |
| 2013 | «Eterna noche azul»        |
| 2013 | «Corazón»                  |
| 2016 | «Para limpiarme la sangre» |
| 2016 | «Salté por la ventana»     |
| 2017 | «Para volver atrás»        |